# وداد الأورفه لي
وداد مكي الأورفلي (وداد الأورفه لي)، ولدت في بغداد سنة 1929. ودرست الفن والخدمة الاجتماعية في الجونير كوليج في بيروت، وتركته في السنة الرابعة وأكملت الدراسة في كلية الملكة عالية، وتخرجت بدرجة أولى قسم الخدمة الاجتماعية. ودرست 4 سنوات في مرسم الدكتور خالد الجادر في كلية الملكة عالية وتخرجت من معهد الفنون الجميلة فرع الفنون التشكيلية قسم المسائي سنة 1960. وهي عضو نقابة وجمعية الفنانين العراقيين.
شاركت في كل معارض الكلية والنقابة وجمعية الفنون التشكيلية وشاركت في أول معرض للفن العراقي للرواد والشباب سنة 1957. درست مادة الرسم في مدرسة الثانوية الشرقية. عينت في مركز وسائل الإيضاح لرسم وسائل إيضاحية للمدارس. عملت كمسؤولة للدعاية والإعلان في أكبر معمل ألبان في العراق.
عملت في مديرية التراث الشعبي كمسوؤلة للمتحف واجرت دراسة ميدانية شاملة لتوثيق سوق الصفارين وحرفة الطرق على النحاس. ودرست فن المينا على النحاس، وفن الباتيك على القماش في باريس.
غادرت العراق ملتحقة بزوجها حميد عباس العزاوي وتنقلت بين عدد من الدول والعواصم، ألمانيا ونيويورك وباريس وعمان وإسبانيا والسودان وتونس ولندن واطلعت على المتاحف والكلريات في هذه البلدان.

## بداياتها
ولدت الأورفة لي في منطقة الأورفلية (البتاوين حالياً) وسط بغداد عام 1929 لأسرة ميسورة تهتم بالفن، مع ان والدها مكي عبد الرحمن كان رئيساً لمحاكم بعقوبة آنذاك.عندما كانت طفلة كانت مولعة بالرسم وقد كانت ترسم في أي مكان، على اثاث المنزل وعلى جدران المدرسة، لهذا فقد كانت تتعرض للتوبيخ والضرب أحياناً، لكن هذا لم يمنعها أبداً من متابعة الرسم.عندما كبرت، أصبح الرسم مهنتها، وحينما كانت أسرتها تنام، كانت تبقى مستيقظة حتى الصبح ترسم، حتى أنها كانت تتمنى ان يكون اليوم 48 ساعة بدلاً من 24، لأن الوقت لم يكن كافي بالنسبة لها.

## الفكر الفني
صرحت الفنانة وداد الأورفة لي بأنها تعشق بغداد، وان بغداد سحرتها وألهمتها لأنها مدينة جميلة، قديمة وحالمة، لذلك كانت دوماً تريد ان ترسم لبغداد شيئاً جديداً جميلاً لم يرسمه أحد، شيئاً ينصف تلك المدينة التي قضت فيها أجمل أيام حياتها.تطغى البيئة البغدادية على لوحات الرسامة العراقية وداد الأورفة لي التي تتميز بأسلوب خاص يشعر المشاهد معه كما لو أنه جالس في بغداد يقرأ إحدى قصص ألف ليلة وليلة.في بعض الأحيان كانت قطعة القماش البيضاء تبقى أمام عينها شهراً كاملاً وهي تفكر بألموضوع الذي سترسمه على تلك اللوحة. كانت دائماً تبحث عن شيء جديد لترسمه.و قد امضت وداد في إحدى المرات ستة أشهر بمعدل 10 إلى 15 ساعات في اليوم وهي ترسم لوحة طولها ستة امتار.

## حياتها المهنية
أنهت الأورفة لي دراستها في معهد الفنون الجميلة في بغداد عام 1960 حيث تتلمذت على يد أستاذها ومعلمها خالد الجادر. وواكبت في حياتها الفنية رواد الفن في العراق امثال فائق حسن وعطا صبري وإسماعيل الشيخلي وفرج عبو وعبد الرحمن الكيلاني.وفي 1956 شاركت في أول معرض في بغداد، وعندما زار الملك فيصل الثاني آخر ملوك العراق المعرض أعجب أشد الإعجاب بإحدى لوحاتها وطلب وضعها في قصره.
بعد تخرجها تزوجت الديبلوماسي العراقي البارز حميد العزاوي الذي رافقته في رحلاته وعمله خارج العراق في عدد من الدول الأوروبية والعربية حتى عام 1980 لتعود إلى بغداد مع اندلاع الحرب العراقية الإيرانية في العام نفسه.
شاركت الأورفة لي التي نالت شهرة لم تحظَ بها غيرها من الرسامات في العراق، في معارض في كل من لندن، نيويورك، بون، بيروت، عمان، الدوحة، أبوظبي ودبي إضافة إلى عشرات المعارض المحلية في بغداد. وأثناء تجوالها في المتاحف والمعارض الأوروبية كانت تحلم بافتتاح غاليري (معرض فنَي) كبير في بغداد، وهذا ما فعلته في 24 تشرين الأول (أكتوبر) 1983 ليصبح بذلك أول قاعة خاصة للرسم في العراق. وافتتحت «غاليري الأورفه لي» وصار ملتقى الفنانين ومثقفي المدينة. بعد فترة قصيرة أصبح معرض الأورفة لي علامة ثقافية للمثقفون والفنانون والنقاد والأدباء ببغداد.

## المعارض
أول معرض شخصي لها عام 1964 في قاعة لاريدوت في ألمانيا وحضر المعرض جلالة الملك حسين، كما زار المعرض واقتنى أحد الأعمال المستشار الألماني اديناور. المعرض الشخصي الثاني في نيويورك بدعوة من أصدقاء الشرق الأوسط عام 1966. ومن المعارض الأخرى:
- معرض «النكسة في صور» في فندق الأردن بعمان عام 1968
- معرض «النكسة في صور» في لندن بدعوة من السيدة مكاي النائبة البريطانية 1968
- معرض «الربيع في الأردن» في عمان بكاليري قادس للسيدة حكمت حصا 1969
- معرض مشترك في لندن مع السيدة موراك مكاي بدعوة من البرلمان البريطاني عام 1969
- معرض «منمنمات من التراث العربي» في قاعة الواسطي بغداد عام 1980افتتحت أول قاعة خاصة في العراق «قاعة الاورفه لي للفنون» بمعرض شخصي «تهاويل تراثية» عام 1983
- شاركت في معرض في الأردن لمجموعة من الفناين العرب عام1991
- معرض شخصي «فانتازيا» في قاعة الاورفه لي للفنون في بغداد عام 1993
- معرض شخصي في عمان«فانتازيا 2» في كاليري الاورفه لي للسيدة انعام الاورفه لي – عمان الأردن عام 1994
- معرض شخصي «بغداد مدينتي» في قاعة الاورفه لي للفنون في بغداد العراق عام 1995
- معرض شخصي «الف ليلة وليلة» في كاليري الاورفه لي للسيدة انعام الاورفه لي – عمان الأردن 1996
- معرض شخصي «مدن الحلم» في كاليري المنزول أبو ظبي، الأمارات العربية المتحدة عام 1997
- معرض شخصي «مدن الحلم2» في كاليري الدار دبي، الأمارات العربية المتحدة عام 1998
- معرض شخصي «شذرات من الزمن» فوتوغراف للأعمال الفنية في كاليري المنزول أبو ظبي، الأمارات العربية المتحدة عام 1999
- معرض شخصي بدعوة من جمعية الفنانين القطرية في فندق الدوحة عام 1999
- معرض استعادي «خمسون عام من العطاء» يغطي أعمال منذ عام 1950 إلى 2000 بمناسبة افتتاح قاعة الأورفه لي الجديدة في بغداد عام 2000
- معرض شخصي «مدن الحلم 3» في قاعة الاورفه لي للفنون بغداد عام 2003
- معرض شخصي «فنتازيا 3» في قصر اليونيسكو في بيروت لبنان عام 2004
- «معرض العشرون» في كاليري المنزول ابوظبي، الأمارات العربية المتحدة عام 2005

كانت زيارتها إلى الأندلس عام 1973 نقطة تحول في مسيرتها الفنية حيث كان لمشاهداتها للحضارة الأندلسية بكل زخرفتها وأبداعها تأثير مباشر على وداد الفنانة... فجرت لديها رغبة في تغيير أسلوبها الواقعي في الرسم والتحول إلى عالم تعبيري جعل من أعمالها اللاحقة احتفالية مبهجة وغريبة تمثلت في «مدن الحلم».
وغيرت اسلوبها من الواقعية إلى الفنتازيا بعد توقف 3 سنوات وهي تفتش عن اسلوب مميز، وعند عوتها للوطن اقمت اللمعارض التالية عن اسلوب مميز يختلف عن الاساليب الدارجة.

## قاعة الأورفه لي للفنون ببغداد
وداد الاورفلي هي أول من أفتتح قاعة خاصة في عام 1983 م وهي قاعة الأورفلي للفنون. ولقد أصبح ذلك صرحا احتضن كافه أنواع الفنون، الذي أضاف بعدا خاصا للواقع الفني العراقي على مدى عشرين عاما.حيث كانت تلك القاعة مركزا ثقافيا جامعا؛ فإلى جانب عرض كل أنواع الفنون التشكيلية كانت هنالك محاضرات ثقافية، امسيات موسيقية، سينما، مسرح ودورات تعليمية.

## التحول من الرسم إلى الموسيقى والكتابة
ترعرعت وداد الاورفلي في بيت أحب الفن بانواعه وتلقت الدعم والتشجيع لصقل موهبتها الفطرية وميولها نحو الموسيقى والرسم، ودرست العزف على البيانو بعمر ست سنوات، واستمرت بعدها رحلة ثماني عقود أغنت خلالها الفنون بغزارة حيث اتخذت من الموسيقى والرسم توائم روح لها. وتتلمذت على يد أفضل أساتذة الموسيقى وظلت تنهل من خبرتهم لأكثر من نصف قرن، ومنهم أساتذة البيانو التركي بهجت دادا العواد والإيطالي ألدو كاني وأساتذة العود الكبار صلاح القاضي وعلي الإمام، وهي تعزف البيانو والاوكورديون والعود بطلاقة.
لكن ظروفها الصحية منعتها من الأستمرار بهواية الرسم فعادت إلى عشقها الأول الموسيقى وبدأت بتاليف المقطوعات الشرقية والغربية، ومؤخرا قدمت مجموعة من الحانها إلى شركة EMI البريطانية للأنتاج والتوزيع. ولقد صدر أول البوم لها «انغام عربية» في فبراير 2011. وتعتبر هذه أول سابقة في تاريخ الشركة ان تصدر الألبوم الأول لامراة فنانة عربية وعراقية ورسامة وموسيقية بهذا العمر.
الألبوم يتناول «رحلة من الأندلس إلى بغداد» وهو وجه آخر للوحات «مدن الحلم» من خلال الموسيقى.
والى جانب الموسيقى تقوم وداد الأورفلي الآن بكتابة مذكراتها عن حياتها ومشوارها الطويل مع الفن. ومن خلال هذا الكتاب تسعى أيضا ان تؤرخ الحياة الأجتماعية البغدادية التي عاشتها من عقد الأربعينات إلى عقد الستينات والتي كانت تعتبر حقبة العصر الذهبي في تاريخ العراق الحديث بما حملته من انفتاح وثقافة ورقي.

## الجوائز التكريمية
- كرمت عدت مرات من قبل وزارة الأعلام العراقية ونقابة الفنانين وجمعية الفنانين في العراق.
- جائزة العنقاء – حازت القلادة الذهبية عام 2006 في عمان.
- كرمت في مهرجان الرواد والمبدعين العرب من قبل الجامعة العربية عمان 2010.
- كرمت من قبل وزارة الثقافة والأعلام العراقية بدرع الأبداع في عام 2010.
- كرمت من قبل رابطة الفنانين التشكيلية لأردنيين كانون ثاني 2011.

## كتب صدرت عنها
صدر كتابا بعنوان (من الواقعية إلى الفنتازيا) من تأليف الناقد العراقي محمد الجزائري وهي دراسة نقدية تشكيلية عن النتاج الفني لها والمشهد التشكيلي في العراق عام 1997.